# Eyjólfur Guðmundsson
Eyjólfur Guðmundsson (n. 1140) fue un bóndi medieval de Islandia, tenía su hacienda en Möðruvellir í Eyjafirði, Eyjafjarðarsýsla en Islandia. Era hijo de Guðmundur Þorsteinsson de Haukadalur (n. 1090). Es un personaje de la saga Ljósvetninga, saga de Laxdœla, saga de Finnboga ramma, y citado en la saga Sturlunga. Se casó con Sigríður Hallsdóttir (n. 1142), una hija de Hallur Hrafnsson, con quien tuvo dos hijas: Guðlaug (n. 1162), quien sería esposa de Þorlákur Ketilsson y Járngerður (n. 1163)

## Vikingo
Según las crónicas contemporáneas, hubo otro Eyjólfur Guðmundsson (990 - 1065), hijo de Gudmundur Eyjólfsson. Un personaje de la saga de Grettir, saga Heiðarvíga, saga de Laxdœla, saga de Reykdæla ok Víga-Skútu y Þorsteins saga Síðu-Hallssonar.